# Vườn quốc gia Trung Balkan
Vườn quốc gia Trung Balkan (tiếng Bulgaria: Национален парк Централен Балкан) nằm ở trung tâm của Bulgaria, nép mình trong các phần trung tâm và núi cao của dãy núi Balkan. Độ cao của nó thay đổi từ 550 mét gần thị trấn Karlovo đến 2376 mét tại đỉnh Botev, cũng là đỉnh cao nhất trong dãy núi. Được thành lập vào ngày 31 tháng 10 năm 1991, vườn quốc gia là khu vực được bảo vệ lớn thứ ba ở Bulgaria, trải rộng trên diện tích 716,69 km², với chiều dài 85 km từ phía tây sang đông và rộng trung bình là 10 km. Về mặt hành chính, vườn quốc gia nằm tại 5 trên 28 tỉnh của Bulgaria bao gồm Lovech, Gabrovo, Sofia, Plovdiv và Stara Zagora. Vườn quốc gia bao gồm 9 khu bảo tồn thiên nhiên, chiếm 28% diện tích của nó là Boatin, Tsarichina, Kozya Stena, Steneto, Severen Dzhendem, Peeshti Skali, Sokolna, Dzhendema và Stara Reka.
Vườn quốc gia Trung Balkan là một trong những khu vực được bảo tồn lớn nhất và có giá trị nhất ở châu Âu. Liên minh Bảo tồn Thiên nhiên Quốc tế (IUCN) đã liệt kê là vườn quốc gia (IUCN Loại II). Trung Balkan và tám trong số chín khu bảo tồn thiên nhiên nằm trong danh sách khu bảo tồn đại diện của Liên Hợp Quốc. Bốn trong số các khu bảo tồn là Khu dự trữ sinh quyển thế giới của UNESCO. Vườn quốc gia là thành viên đầy đủ của PAN Parks và Quỹ Quốc tế Bảo vệ Thiên nhiên (WWF). Từ năm 2017, các khu rừng sồi cổ thụ ở tất cả chín khu bảo tồn thiên nhiên của vườn quốc gia được thêm vào Danh sách Di sản thế giới như là một phần của Các khu rừng sồi nguyên sinh trên dãy Carpath và các khu vực khác của châu Âu.
Vườn quốc gia nằm trong Rừng hỗn giao trên núi Rodope, vùng sinh thái trên cạn thuộc rừng hỗn giao và lá rộng ôn đới Cổ Bắc giới. Đây là nơi sinh sống của các loài động thực vật hoang dã quý hiếm, các hệ sinh thái tự điều tiết đa dạng sinh học, cũng như các di tích lịch sử mang ý nghĩa văn hóa và khoa học toàn cầu. Hệ thực vật được đại diện bởi 2.340 loài và phân loài. Rừng chiếm 56% tổng diện tích. Trung Balkan là nơi sinh sống của 59 loài thú, 224 loài chim, 14 loài bò sát, 8 loài lưỡng cư và 6 loài cá cũng như 2387 loài động vật không xương sống.

## Mô tả
Vườn quốc gia Trung Balkan được thành lập năm 1991 để bảo tồn cảnh quan thiên nhiên độc đáo và di sản của khu vực này, bảo vệ phong tục văn hóa và sinh kế của dân tộc địa phương. Hội đồng Công viên Quốc gia là một cơ quan khu vực thuộc Bộ Môi trường và Nước có nhiệm vụ quản lý các vườn quốc gia.
Những khu rừng sồi cổ thụ, vân sam, thông, gỗ trăn và cử lâu năm bao trùm hầu hết diện tích vườn quốc gia. Hơn một nửa hệ thực vật của Bungaria có mặt tại vườn quốc gia này, và trong số đó, 10 loài và 2 phân loài là những loài đặc hữu và không được tìm thấy ở nơi nào khác trên thế giới. Hơn 130 loài động thực vật có mặt tại vườn quốc gia Trung Balkan được liệt kê trong Sách Đỏ IUCN và Bungaria.
Có 166 loài cây thuốc được biết đến, 12 loài được pháp luật bảo vệ. Ngoài ra, vườn quốc gia còn có 229 loài rêu, 256 loài nấm, và 208 loài tảo. Phần trung tâm của dãy núi Balkan là nơi có 70% tất cả các loài động vật không xương sống và 62% tất cả các động vật có xương sống ở Bulgaria. Có 224 loài chim riêng biệt, khiến Trung Balkan trở thành một nơi trú ẩn chim quốc tế quan trọng.